# Armands Zeiberliņš
Armands Zeiberliņš (13 agosto 1965) è un ex calciatore sovietico (dal 1991 lettone), di ruolo centrocampista.

## Carriera

### Club
Ha comininciato la sua carriera con lo Zveynieks Liepāja nella terza serie del campionato sovietico.
Nel 1984 ha debuttato in massima serie con lo SKA Rostov; con questo club è stato retrocesso in seconda serie al termine della stagione 1985.
Passato allo Šinnik a metà stagione 1987, l'anno seguente ha fatto ritorno al ritorno allo Zveynieks Liepāja.
Nel stesso anno 1988 ha concluso la stagione al Torpedo Luc'k. L'anno successivo si è trasferito dai concittadini del Volyn'.
Nel 1990 ha chiuso la stagione in massima serie, con lo Šachtar.
Nei mesi successivi ha vissuto una breve esperienza all'estero con i polacchi del KSZO Ostrowiec Świętokrzyski. Tornato in patria ha giocato nello Skonto, all'epoca noto come Forum-Skonto.
Nel 1992 ha disputato col Mašinostroitel' Pskov la prima edizione della terza serie del campionato russo.
Passato in Lettonia, sua nazione di origine, ha giocato col RAF Jelgava con cui ha vinto la Coppa di Lettonia.
Tra il 1993 e il 1994 ha disputato due stagioni in Svezia con Ope e FC Gute.
Dopo una breve parentesi in patria, di nuovo con il RAF Jelgava, è stato in Israele, prima con l'Hapoel Be'er Sheva, poi con l'Hapoel Beit She'an.
Tra il 1996 e il 1997 è di nuovo in patria, prima con l'Universitāte Riga, poi con il Metalurgs Liepāja.
Ha concluso la sua carriera in Ucraina, prima con il Metalurh Zaporižžja e, infine, di nuovo con il Volyn'.

### Nazionale
In epoca sovietica ha preso parte al Campionato mondiale di calcio Under-20 1985.
Tra il 1993 e il 1998 ha totalizzato 23 presenze con la nazionale, mettendo a segno 4 reti.
Ha esordito il 14 aprile 1993 in una gara contro la Danimarca valida per le qualificazioni al campionato mondiale di calcio 1994, giocando il primo tempo, prima di lasciare il posto a Gints Gilis.
Il suo primo gol in nazionale risale al 19 maggio 1995, nella gara contro l'Estonia.
Con la nazionale ha vinto due edizioni della Coppa del Baltico: nel 1993 e proprio nel 1995.

## Statistiche

### Cronologia presenze e reti in Nazionale
| Cronologia completa delle presenze e delle reti in nazionale ― Lettonia | Cronologia completa delle presenze e delle reti in nazionale ― Lettonia | Cronologia completa delle presenze e delle reti in nazionale ― Lettonia | Cronologia completa delle presenze e delle reti in nazionale ― Lettonia | Cronologia completa delle presenze e delle reti in nazionale ― Lettonia | Cronologia completa delle presenze e delle reti in nazionale ― Lettonia | Cronologia completa delle presenze e delle reti in nazionale ― Lettonia | Cronologia completa delle presenze e delle reti in nazionale ― Lettonia |
| Data                                                                    | Città                                                                   | In casa                                                                 | Risultato                                                               | Ospiti                                                                  | Competizione                                                            | Reti                                                                    | Note                                                                    |
| ----------------------------------------------------------------------- | ----------------------------------------------------------------------- | ----------------------------------------------------------------------- | ----------------------------------------------------------------------- | ----------------------------------------------------------------------- | ----------------------------------------------------------------------- | ----------------------------------------------------------------------- | ----------------------------------------------------------------------- |
| 21-2-1993                                                               | Copenaghen                                                              | Danimarca                                                               | 2 – 0                                                                   | Lettonia                                                                | Qual. Mondiali 1994                                                     | -                                                                       | 46’                                                                     |
| 15-5-1993                                                               | Riga                                                                    | Lettonia                                                                | 0 – 0                                                                   | Albania                                                                 | Qual. Mondiali 1994                                                     | -                                                                       | 51’                                                                     |
| 2-6-1993                                                                | Riga                                                                    | Lettonia                                                                | 1 – 2                                                                   | Irlanda del Nord                                                        | Qual. Mondiali 1994                                                     | -                                                                       | 61’                                                                     |
| 2-7-1993                                                                | Pärnu                                                                   | Estonia                                                                 | 0 – 2                                                                   | Lettonia                                                                | Coppa del Baltico 1993                                                  | -                                                                       | 63’                                                                     |
| 3-7-1993                                                                | Pärnu                                                                   | Lettonia                                                                | 0 – 0                                                                   | Lituania                                                                | Coppa del Baltico 1993                                                  | -                                                                       |                                                                         |
| 30-7-1994                                                               | Vilnius                                                                 | Estonia                                                                 | 0 – 2                                                                   | Lettonia                                                                | Coppa del Baltico 1994                                                  | -                                                                       | 46’                                                                     |
| 31-7-1994                                                               | Vilnius                                                                 | Lituania                                                                | 1 – 0                                                                   | Lettonia                                                                | Coppa del Baltico 1994                                                  | -                                                                       | 46’                                                                     |
| 19-5-1995                                                               | Riga                                                                    | Lettonia                                                                | 2 – 0                                                                   | Estonia                                                                 | Coppa del Baltico 1995                                                  | 1                                                                       |                                                                         |
| 21-5-1995                                                               | Riga                                                                    | Lettonia                                                                | 2 – 0                                                                   | Lituania                                                                | Coppa del Baltico 1995                                                  | -                                                                       | 86’                                                                     |
| 3-6-1995                                                                | Porto                                                                   | Portogallo                                                              | 3 – 2                                                                   | Lettonia                                                                | Qual. Euro 1996                                                         | -                                                                       |                                                                         |
| 7-6-1995                                                                | Belfast                                                                 | Irlanda del Nord                                                        | 1 – 2                                                                   | Lituania                                                                | Qual. Euro 1996                                                         | 1                                                                       |                                                                         |
| 16-8-1995                                                               | Riga                                                                    | Lettonia                                                                | 3 – 2                                                                   | Austria                                                                 | Qual. Euro 1996                                                         | 1                                                                       | 23’                                                                     |
| 6-9-1995                                                                | Riga                                                                    | Lettonia                                                                | 2 – 0                                                                   | Liechtenstein                                                           | Qual. Euro 1996                                                         | 1                                                                       |                                                                         |
| 11-10-1995                                                              | Dublino                                                                 | Irlanda                                                                 | 2 – 0                                                                   | Lituania                                                                | Qual. Euro 1996                                                         | -                                                                       |                                                                         |
| 7-7-1996                                                                | Narva                                                                   | Estonia                                                                 | 1 – 1                                                                   | Lettonia                                                                | Coppa del Baltico 1996                                                  | -                                                                       | 46’                                                                     |
| 8-7-1996                                                                | Narva                                                                   | Lettonia                                                                | 1 – 2                                                                   | Lituania                                                                | Coppa del Baltico 1996                                                  | -                                                                       | 67’                                                                     |
| 9-10-1996                                                               | Minsk                                                                   | Bielorussia                                                             | 1 – 2                                                                   | Lettonia                                                                | Qual. Mondiali 1998                                                     | -                                                                       | 46’                                                                     |
| 14-2-1997                                                               | Paralimni                                                               | Cipro                                                                   | 2 – 0                                                                   | Lettonia                                                                | Torneo Internazionale di Cipro                                          | -                                                                       | 62’                                                                     |
| 15-2-1997                                                               | Dherynia                                                                | Lituania                                                                | 1 – 0                                                                   | Lettonia                                                                | Torneo Internazionale di Cipro                                          | -                                                                       | 46’                                                                     |
| 30-3-1997                                                               | Lucerna                                                                 | Svizzera                                                                | 1 – 0                                                                   | Lettonia                                                                | Amichevole                                                              | -                                                                       | 82’                                                                     |
| 6-2-1998                                                                | Ta' Qali                                                                | Georgia                                                                 | 2 – 1                                                                   | Lettonia                                                                | Amichevole                                                              | -                                                                       |                                                                         |
| 8-2-1998                                                                | Ta' Qali                                                                | Malta                                                                   | 2 – 1                                                                   | Lettonia                                                                | Amichevole                                                              | -                                                                       |                                                                         |
| 10-2-1998                                                               | Ta' Qali                                                                | Albania                                                                 | 2 – 2                                                                   | Lettonia                                                                | Amichevole                                                              | -                                                                       | 69’                                                                     |
| Totale                                                                  |                                                                         | Presenze                                                                | 23                                                                      |                                                                         | Reti                                                                    | 4                                                                       |                                                                         |

## Palmarès

### Club
- Coppa di Lettonia: 1

RAF Jelgava: 1992-1993

### Nazionale
- Coppa del Baltico: 5

1993, 1995